# 楊春 (水滸)
杨春，小说《水浒传》中人物，綽號「白花蛇」，蒲州解良人氏，同朱武、陈达在少华山落草为寇。在攻打史家庄时，三人和史进结为好友。后来在梁山军马闹华州时归顺梁山。受招安后，在征讨方腊时被庞万春，雷炯，计稷等人射死在关下。

## 影视形象
- 2011年版《水浒传》：周指南
- 2013年版《武松》：张辉